# Giuseppe Cagna
Giuseppe Cagna (Asti, 27 ottobre 1849 – Quarto d'Asti, 9 agosto 1920) è stato un politico e avvocato italiano. È stato sindaco di Asti tra il 1905-1906.

## Biografia
Consigliere comunale già a 23 anni, fu sempre vicino alla classe operaia, venne nominato assessore e sindaco della città di Asti il 9 febbraio 1905.
Rieletto il 2 agosto dello stesso anno, rassegnò le dimissioni dalla carica il 15 marzo 1906.
Nel 1913 in seguito alle serrate ed allo sciopero generale, si dimise dal Consiglio Comunale.
Fu ripetutamente (quasi trent'anni) Presidente dell'Associazione Operaia "l'Unione" e socio benefattore dell'Asilo infantile G.B. Arri di Asti.